# Herderkirche

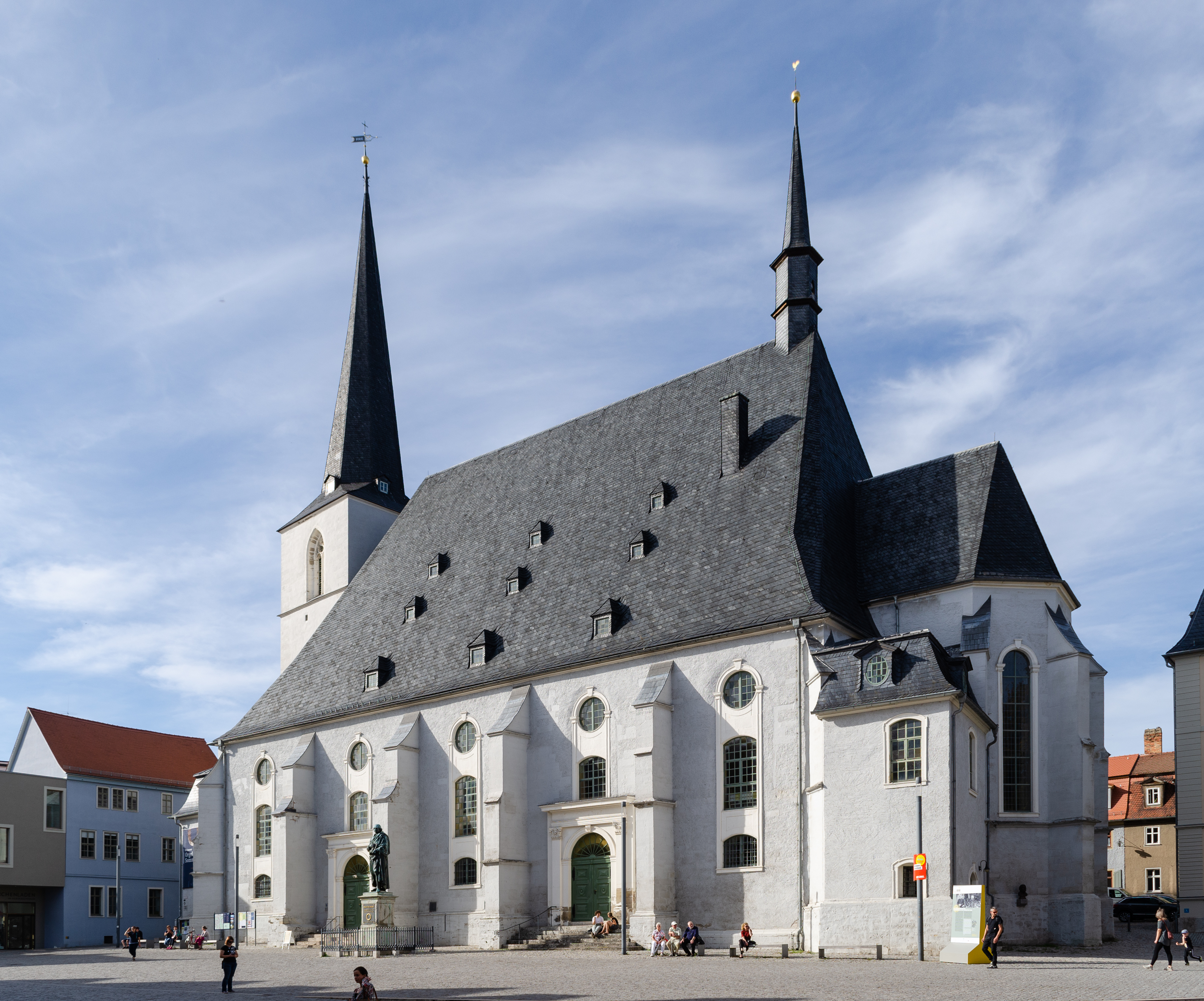
Südostansicht der Herderkirche

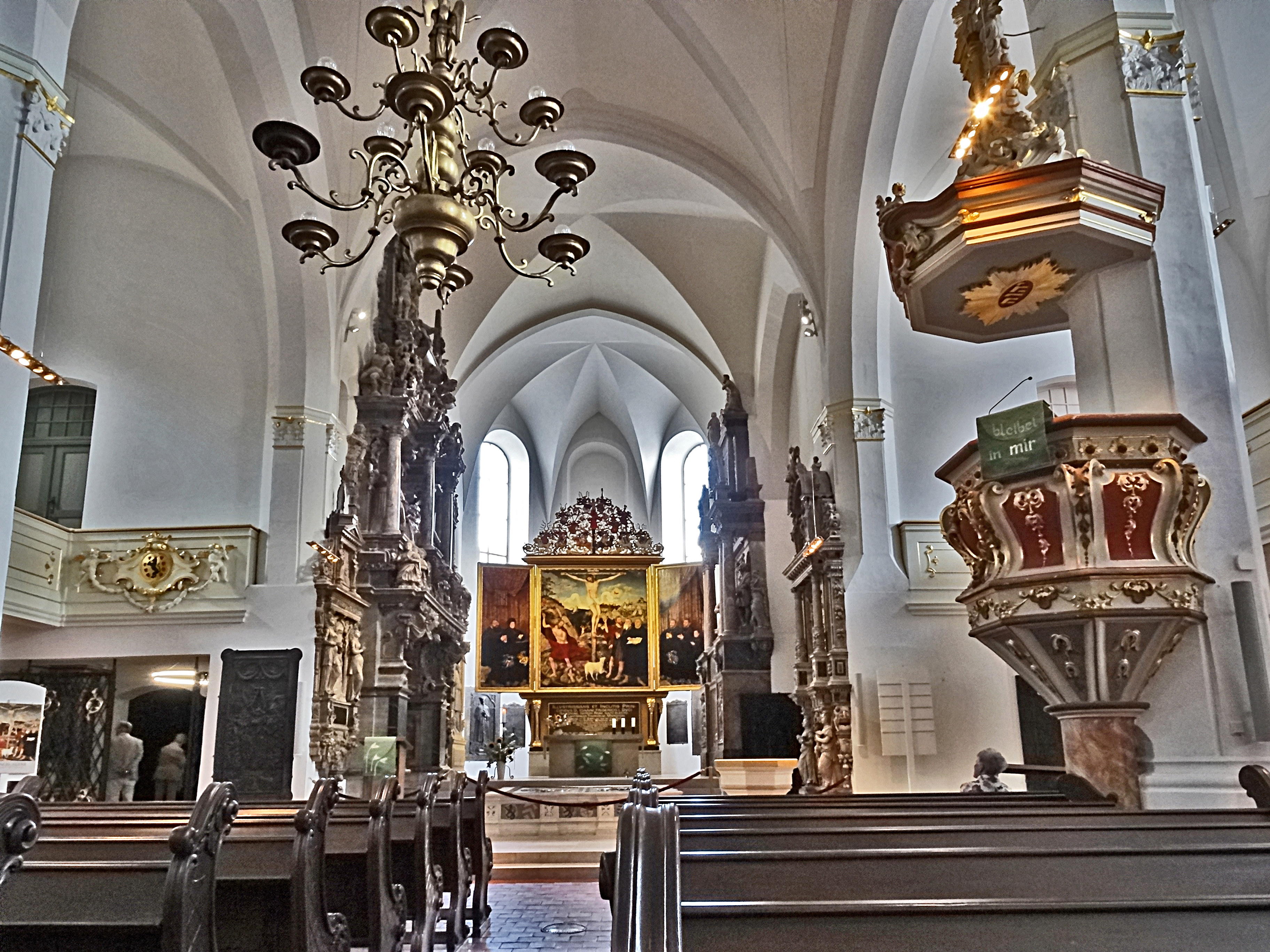
Innenansicht

Die im Volksmund als Herderkirche bezeichnete evangelisch-lutherische Kirche in Weimar heißt eigentlich Stadtkirche St. Peter und Paul. Sie ist das bedeutendste Kirchengebäude der Stadt und befindet sich in der Altstadt.

## Geschichte
Die erste Kirche wurde zwischen 1245 und 1249 gebaut. 1299 zerstörte ein Feuer das Gebäude, von dem nur die Fundamente erhalten blieben. Der zweite Kirchenbau wurde beim Stadtbrand 1424 schwer beschädigt. Das heutige Bauwerk geht auf die dreischiffige Hallenkirche im spätgotischen Stil zurück, die zwischen 1498 und 1500 errichtet wurde. Der Chor diente als Grabstätte der ernestinischen Linie der Wettiner. Die Reformation erfasste auch Weimar. Seit 1525 wird in der zuvor katholischen Kirche evangelischer Gottesdienst gefeiert.

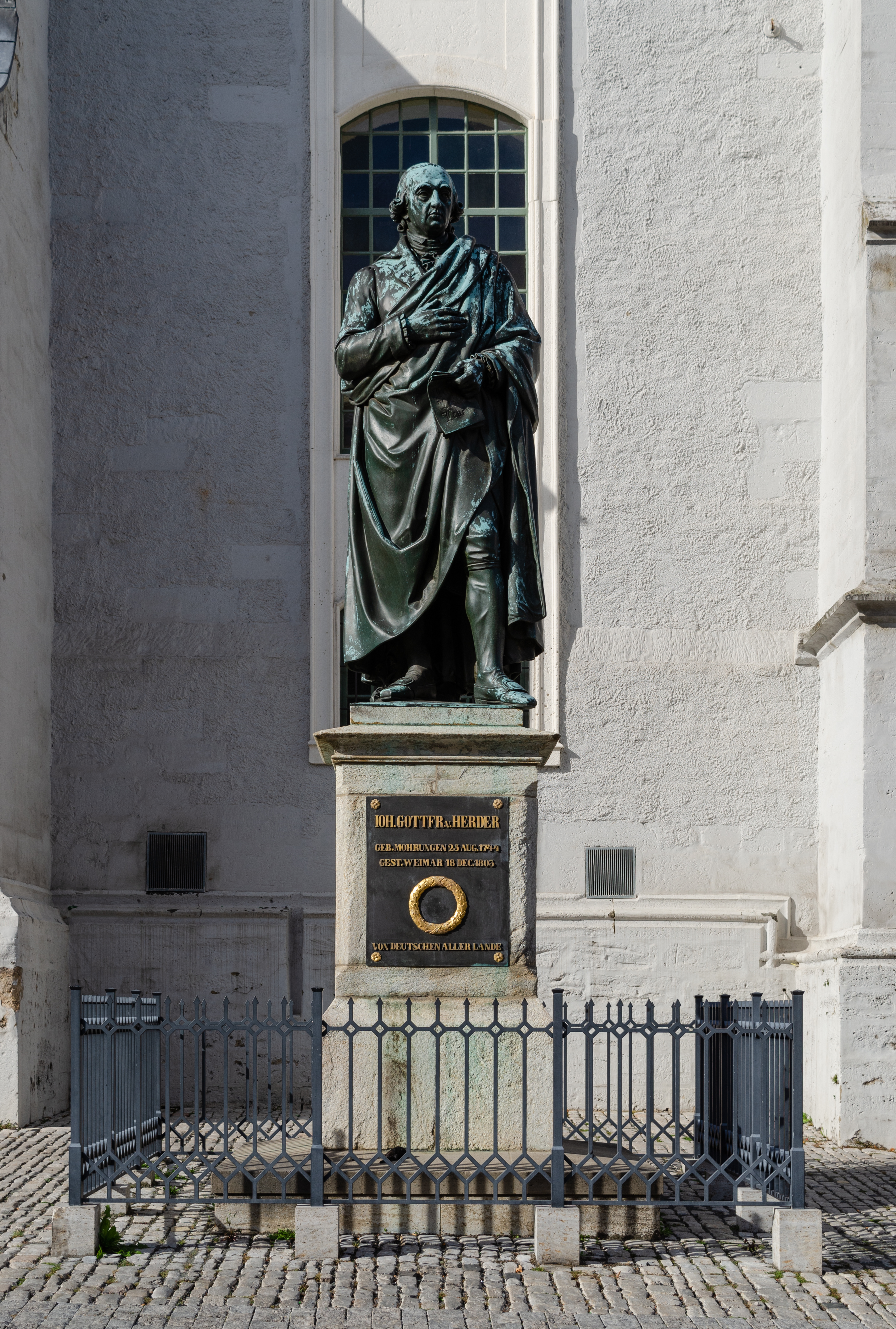
Herder-Denkmal von 1850

Den Beinamen Herderkirche trägt das Gebäude wie der Herderplatz nach dem Theologen und Philosophen Johann Gottfried Herder, der von 1776 bis zu seinem Tode 1803 als Generalsuperintendent in der Stadtkirche wirkte und auf dem dazu gehörigen Friedhof begraben ist. Dort wurde 1807 Herzogin Anna Amalia bestattet. Der Platz vor der Kirche wurde nach der Errichtung des Herderdenkmals 1850 ebenfalls nach ihm benannt. Am Wohnhaus nördlich hinter der Stadtkirche kennzeichnet eine Gedenktafel Herders frühere Amtswohnung.

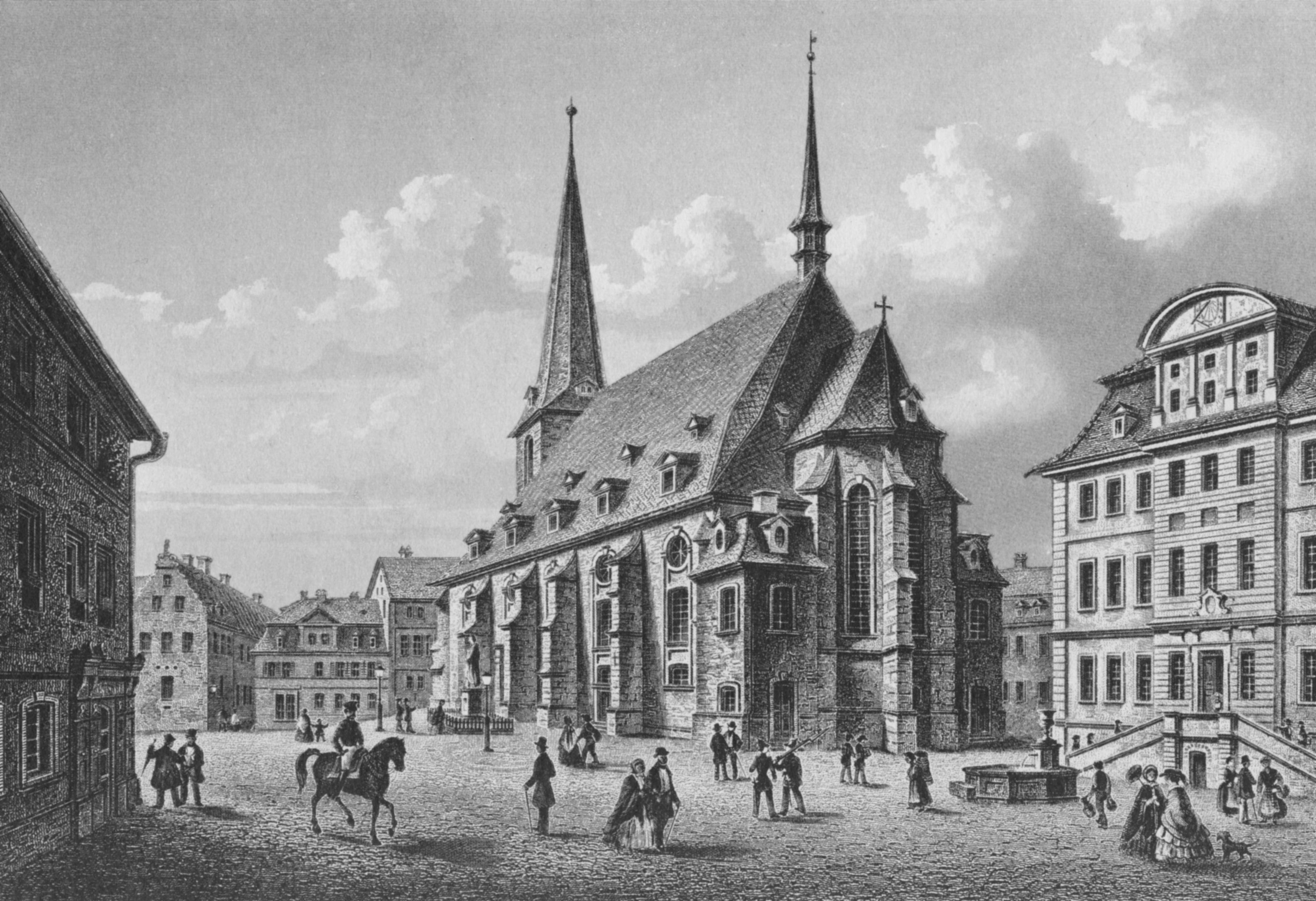
Herderplatz von Südosten (Stahlstich von L. Oeder um 1840)

Bei den Luftangriffen auf Weimar gegen Ende des Zweiten Weltkrieges wurde die Kirche am 9. Februar 1945 durch Bomben stark beschädigt. Das 19 Meter hohe Steildach und das Holzgewölbe wurden weitgehend zerstört, die verbliebenen steinernen Gewölbe in den Ostteilen stürzten ein. Das gesamte Innere wurde stark in Mitleidenschaft gezogen. Ab 1945 erfolgte die Beseitigung der Trümmer, von 1948 bis 1953 der Wiederaufbau (statische Absicherung der Außenwände, Aufrichten des Daches und Dachreiters, Instandsetzung des Westturms, Einzug und Verputz neuer Holzgewölbe, Wiederherstellung des Chorbogens). Die Kirche wurde am 14. Juni 1953 eingeweiht. Die Instandsetzung und Restaurierung der Innenausstattung erfolgte bis 1977.
Am 4. Dezember 1988 lieferte der damalige Superintendent Reder fünf Besetzer der Kirche, die damit ihren Ausreisewillen unterstreichen wollten, an die DDR-Sicherheitsorgane aus. Die Besetzer und vier Mitwisser erhielten hohe Haftstrafen.
Nach der Friedlichen Revolution in der DDR stellte sich heraus, dass der Superintendent zu den fast 80 Pfarrern und Kirchenmitarbeitern in Thüringen gehörte, die vom MfS als IM registriert waren. Ein konkretes Handeln Reders als IM  und speziell ein inhaltlicher Zusammenhang mit der Kirchenbesetzung ist nicht belegt. Die Herderkirche und der Herderplatz waren im Wende-Herbst 1989 wichtige Treffpunkte der friedlichen Revolution.
Die Herderkirche gehört, gemeinsam mit Herders Wohnhaus und dem Alten Gymnasium, zum Ensemble Klassisches Weimar, das 1998 zum UNESCO-Weltkulturerbe erklärt wurde. 2012 wurde die Herderkirche in die Internationale Nagelkreuzgemeinschaft der im Zweiten Weltkrieg zerstörten Kirchen aufgenommen.
2010 bis 2016 wurde die Kirche umfassend restauriert, darunter die Kanzel, der Taufstein und der Cranach-Altar. Dieser wird nun durch zwei neue Kirchenfenster mit Spezialverglasung vor UV-Licht geschützt.

## Ausstattung

### Altarbild von Cranach

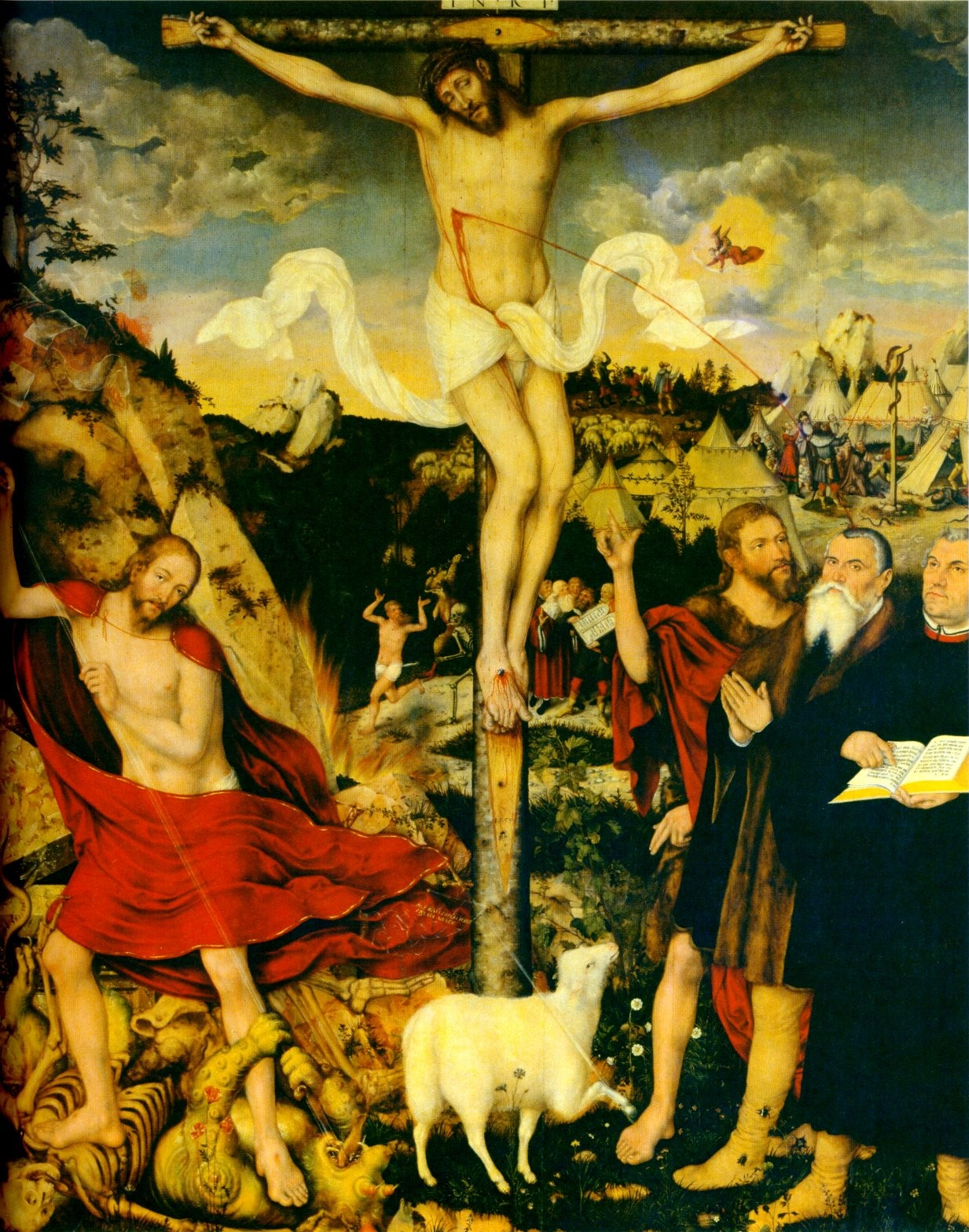
Cranachsches Altarbild Christus am Kreuz

Das bemerkenswerte dreiflüglige Altarbild der Stadtkirche wurde nach neuester Forschung von Lucas Cranach dem Jüngeren 1552 bis 1555 gefertigt und nicht wie lange angenommen von Lucas Cranach dem Älteren in seinem Todesjahr begonnen. Es gilt heute als Hauptwerk der sächsisch-thüringischen Kunst des 16. Jahrhunderts. Im Altarraum steht auch das Original der Grabplatte Lucas Cranach des Älteren aus der Jakobskirche. An der Südseite der Jakobskirche befindet sich eine Kopie. Gleichfalls bedeutend mit dem Altarbild ist der sogenannte Lutherschrein, ein Triptychon mit Bildnissen Martin Luthers.
Der Cranach-Altar wurde durch die 1940 erfolgte Auslagerung vor der Zerstörung durch die Luftangriffe auf Weimar bewahrt.

### Fürstliche Grabmäler
Ab der Mitte des 16. Jahrhunderts bis Anfang des 17. Jahrhunderts war die Stadtkirche die fürstliche Grablege der in Weimar residierenden ernestinischen Wettiner. Die Grabmäler und Bestattungen folgender fürstlicher Personen befinden sich noch in der Stadtkirche:
- Kurfürst Johann Friedrich I. von Sachsen (1503–1554),
- dessen Frau Sibylla von Jülich-Kleve-Berg (1512–1554)
- Agnes von Hessen (1527–1555), die erste Frau von Johann Friedrich II. von Sachsen
- Herzog Johann Wilhelm I. von Sachsen-Weimar (1530–1573),
- dessen Frau Dorothea Susanne von der Pfalz (1544–1592) – Epitaph für Dorothea Susanne von der Pfalz
- Herzog Friedrich Wilhelm I. von Sachsen-Weimar (1562–1602),
- dessen erster Frau Sophia von Württemberg (1563–1590)
- Herzog Johann von Sachsen-Weimar (1570–1605),
- dessen Frau Dorothea Maria von Anhalt (1574–1617)
- Herzogin Anna Amalia von Braunschweig-Wolfenbüttel (1739–1807)

Anna Amalia, Herzogin von Sachsen-Weimar-Eisenach ist als letzte Regentin auf eigenen Wunsch 1807 in der Stadtkirche bestattet worden.

### Orgel

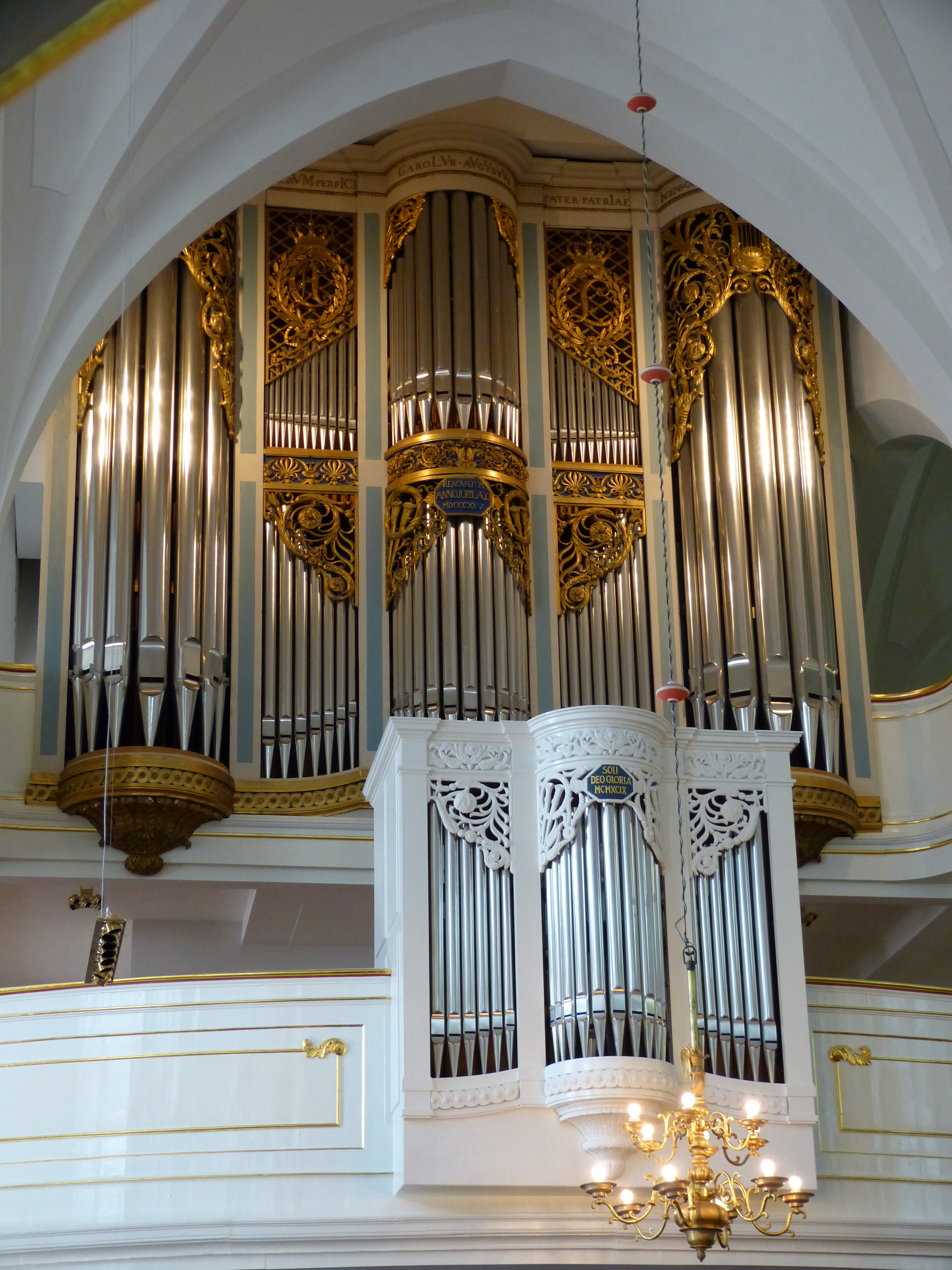
Prospekt mit Rückpositiv der Sauer-Orgel von 1998–1999

Die Orgel der Stadtkirche wurde 1998–1999 von W. Sauer Orgelbau Frankfurt (Oder) im historischen Gehäuse der 1812 von Johann Gottlob Trampeli (Adorf/Vogtland) erschaffenen Orgel erbaut, wobei mehrere erhaltene Register aus der Walcker-Orgel von 1908 (die im Zweiten Weltkrieg stark beschädigt und 1953/54 sowie 1964 durch Sauer teilweise wiederhergestellt worden war) sowie die Chamade 8' von 1978 (auf der oberen rechten Seitenempore) wiederverwendet wurden. Das heutige Instrument hat 53 Register auf drei Manualen und Pedal mit mechanischer Spiel- und elektrischer Registertraktur. Die Disposition:
| I Rückpositiv C–g3 |                 |       |
| 1.                 | Prinzipal       | 8′    |
| 2.                 | Gedackt         | 8′    |
| 3.                 | Oktave          | 4′    |
| 4.                 | Blockflöte      | 4′    |
| 5.                 | Sesquialtera II | 2 ⁄3′ |
| 6.                 | Ital. Prinzipal | 2′    |
| 7.                 | Quinte          | 1 ⁄3′ |
| 8.                 | Oktave          | 1′    |
| 9.                 | Scharff IV      |       |
| 10.                | Krummhorn       | 8′    |
|                    | Tremulant       |       |

| II Hauptwerk C–g3 |             |        |   |
| 11.               | Bordun      | 16′    |   |
| 12.               | Prästant    | 8′     |   |
| 13.               | Hohlflöte   | 8′     |   |
| 14.               | Quintadena  | 8′     |   |
| 15.               | Oktave      | 4′     |   |
| 16.               | Rohrflöte   | 4′     |   |
| 17.               | Quinte      | 2 ⁄3′  |   |
| 18.               | Superoktave | 2′     |   |
| 19.               | Terz        | 1 3⁄5′ |   |
| 20.               | Mixtur I    | IV-V   |   |
| 21.               | Mixtur II   | IV     |   |
| 22.               | Fagott      | 16′    | W |
| 23.               | Trompete    | 8′     | W |
| 24.               | Chamade     | 8′     |   |
|                   | Tremulant   |        |   |

| III Schwellwerk C–g3 |                 |       |   |
| 25.                  | Gedackt         | 16′   |   |
| 26.                  | Geigenprinzipal | 8′    |   |
| 27.                  | Rohrflöte       | 8′    |   |
| 28.                  | Aeoline         | 8′    | W |
| 29.                  | Schwebung       | 8′    | W |
| 30.                  | Oktave          | 4′    |   |
| 31.                  | Flöte           | 4′    |   |
| 32.                  | Nasat           | 2 ⁄3′ |   |
| 33.                  | Gemshorn        | 2′    |   |
| 34.                  | Quinte          | 1 ⁄3′ |   |
| 35.                  | Sifflöte        | 1′    |   |
| 36.                  | Mixtur IV-V     |       |   |
| 37.                  | Dulzian         | 16′   | W |
| 38.                  | Franz. Trompete | 8′    | W |
| 39.                  | Oboe            | 8′    | W |
|                      | Tremulant       |       |   |

| Pedal C–f1 |                |     |   |
| 40.        | Untersatz      | 32′ | W |
| 41.        | Prinzipalbaß   | 16′ |   |
| 42.        | Subbaß         | 16′ |   |
| 43.        | Gedacktbaß     | 16′ |   |
| 44.        | Oktavbaß       | 8′  |   |
| 45.        | Baßflöte       | 8′  |   |
| 46.        | Nachthorn      | 4′  |   |
| 47.        | Oktave         | 2′  |   |
| 48.        | Baßaliquot III |     |   |
| 49.        | Hintersatz IV  |     |   |
| 50.        | Bombarde       | 32′ | W |
| 51.        | Posaune        | 16′ | W |
| 52.        | Trompete       | 8′  | W |
| 53.        | Sing. Kornett  | 4′  | W |

- Koppeln: III/I, I/II, III/II; Sub und Super III/II; Sub und Super III/III; I/P, II/P, III/P; Super III/P.
- Spielhilfen: Tutti (Druckknopf und Piston); Pistons: Handregister ab, Zungen ab, Crescendo an; Einzelabsteller für die Zungenregister, 128 Setzerkombinationen, Tremulanten in der Geschwindigkeit regulierbar, Crescendowalze, Schwelltritt für das III. Manual.
- Anmerkungen
  - W = aus der Orgel von Walcker (1908)

### Glocken
Nach Johann Sebastian Bachs Zeit hatte die Stadtkirche sechs Glocken. Das Hauptgeläut bestand aus vier Glocken, die in etwa in den Tönen h0, dis1, fis1 und h1 erklungen sein dürften. Die große, rund 4.300 Kilogramm schwere Glocke wurde zuletzt 1606 vom Erfurter Meister Hermann Königk umgegossen und läutete nur an den hohen Festtagen mit. Im Jahr 1632 goss Jakob König die Sterbeglocke, die zusammen mit der 1566 von Wolf Hilliger gegossenen Beichtglocke das Sonntagsgeläut bildete. Die Marienglocke stammte noch aus vorreformatorischer Zeit; sie wurde 1294 gegossen und erklang mit der Beichtglocke an Werktagen. Der Dachreiter beherbergte noch das Wächterglöckchen von 1680, am Hauptturm gab es die Sturm- und Uhrglocke. Die drei großen Glocken wurden im Ersten Weltkrieg für Rüstungszwecke eingeschmolzen.
Die alte Marienglocke gab man 1922 für ein neues Eisenhartgussgeläut der Gießerei Schilling und Lattermann in Zahlung. Diese Glocken trugen die Namen Luther, Herder und Bach. Nach mehr als 80 Jahren hatten sie ihre Belastungsgrenzen erreicht und sollten durch neue, bronzene ersetzt werden. Unter anderem spendeten für den Neuguss die Mitglieder aus dem Verein für die Geschichte Berlins. Die Glockengießerei Rudolf Perner in Passau goss 2009 drei Glocken, die am 28. September desselben Jahres in den Glockenstuhl der Weimarer Stadtkirche gehoben wurden. Am Reformationstag 2009 wurde das Geläut in Dienst genommen. Die drei neuen Glocken heißen Luther (Ewigkeitsglocke), Herder (Friedensglocke) und Bach (Taufglocke). Die neuen Glocken wurden auf die Geläute des Schlossturmes, der römisch-katholischen Herz-Jesu-Kirche und der Jakobskirche abgestimmt. Die Verzierung der neuen Glocken stammt von Walter Sachs. Die Eisenhartgussglocken stehen seit dem 6. Mai 2011 im Hof vom Landgut Holzdorf.
| Foto | Gießer/ Gießort                      | Gussart | Jahr | Ø (mm) | Gewicht (kg)      | Nominal | Glockenzier und Inschriften | Glockengeschichte |
| ---- | ------------------------------------ | ------- | ---- | ------ | ----------------- | ------- | --- | --- |
|      | Rudolf Perner GmbH & Co. KG (Passau) | Bronze  | 2009 | 1650   | 2650 oder 3000 kg | h0      | Schulter zwischen zwei runden Reifen / Stadtkirche St. Peter und Paul-Weimar 2009/ Schulter (andere Seite) / Gießerzeichen/ Flanke /SOLA FIDE SOLA GRATIA SOLA SCRIPTURA / [Linienrelief: Beten – Flehen; Linienrelief: Segnen – Helfen; Linienrelief: Lesen] (Schmuck von Walter Sachs) | 1566 Bronzeglocke Wolff Hillinger d. J. od. Hilger (Freyberg); 1587 zersprungen; 1587 Bronzeglocke Melchior Möring[k] (Erfurt); 1588 zersprungen; 1589 Bronzeglocke Melchior Möring[k] (Erfurt); 1602 zersprungen; 1604 Bronzeglocke Hermann König[k] (Erfurt); Verlust im Ersten Weltkrieg (einschmelzen); 1922 Eisenhartgussglocke Schilling & Lattermann (Apolda und Morgenröthe); 2011 ans Landgut Holzdorf abgegeben |
|      | Rudolf Perner GmbH & Co. KG (Passau) | Bronze  | 2009 | 1460   | 1850 oder 1930    | cis1    | Schulter zwischen zwei runden Reifen / Stadtkirche St. Peter und Paul-Weimar 2009/ Schulter (andere Seite) / Gießerzeichen/ Flanke /Licht Liebe Leben/[Linienrelief: In Betrachtung (Denker); Linienrelief:In Zuneigung (Mutter, Kind); Linienrelief: Baum] (Schmuck von Walter Sachs)   | 1632/37 Bronzeglocke Jacob König[k] (Erfurt); 1850 Feuer – Riss; 1851 Bronzeglocke Carl Friedrich Ulrich (Apolda) [klanglich nicht ganz rein]; Verlust im Ersten Weltkrieg (einschmelzen); 1922 Eisenhartgussglocke Schilling & Lattermann (Apolda und Morgenröthe) Nr. 3619; 2011 ans Landgut Holzdorf abgegeben |
|      | Rudolf Perner GmbH & Co. KG (Passau) | Bronze  | 2009 | 1250   | 1200 oder 1382    | e1      | Schulter zwischen zwei runden Reifen / Stadtkirche St. Peter und Paul-Weimar 2009/ Schulter (andere Seite) Gießerzeichen Flanke /SOLI DEO GLORIA/[Linienrelief: Bläser; Linienrelief: Streicher; Linienrelief: Sänger] (Schmuck von Walter Sachs)                                        | 1566 Bronzeglocke Wolff Hilliger d.J oder Hilger [Bergner/Mende] (Freyberg); 1616 Umguss; 1851 Bronzeglocke Gebrüder Ulrich (Apolda); 1888 Bronzeglocke Franz Schilling als C.F. Ulrich (Apolda) Nr. 597; Verlust im Ersten Weltkrieg (einschmelzen); 1922 Eisenhartgussglocke Schilling & Lattermann (Apolda und Morgenröthe) Nr. 3620; 2011 ans Landgut Holzdorf abgegeben                                              |